# تهران (فیلم ۲۰۲۵)
تهران (به انگلیسی: Tehran)، فیلمی اکشن و هیجان‌انگیز به زبان هندی، محصول سال ۲۰۲۵، به کارگردانی آرون گوپالان و تهیه‌کنندگی دینش ویجان، شوبنا یاداو و سندیپ لِیزل است. این فیلم با بازی (جان آبراهام، نیرو باجوا) و (مانوشی چیلار) روایتی دراماتیک از حملات سال ۲۰۱۲ به دیپلمات‌های اسرائیلی را به تصویر می‌کشد. تهران در تاریخ ۱۴ اوت ۲۰۲۵ از طریق پلتفرم زی۵ (ZEE5) منتشر شد.

## بازیگران
- جان آبراهام در نقش افسر پلیس راجیو کومار
- نیرو باجوا در نقش شیلاجا
- مانوشی چیلار در نقش افسر اطلاعاتی دیویا رانا
- علی خان در نقش نیراج
- مادهوریما تولی در نقش واندانا، همسر راجیو کومار
- الناز نوروزی در نقش لیلا در آهنگ «شور عشق»
- آرادیا تیواری در نقش دختر گل‌فروش
- دینکار شارما در نقش ویجی
- کاشیک موکرجی در نقش هیمادری
- آیدو ساموئل در نقش یوسف
- اشوین کوشال در نقش دارمش جین
- سوشیل کاتری در نقش کمیسر پلیس
- هادی خانجان‌پور در نقش افشار حسینی

## پیش‌زمینه داستان
تهران یک تریلر جاسوسی و اکشن هندی است که با الهام از رویدادهای واقعی، به‌ویژه بمب‌گذاری‌های سال ۲۰۱۲ علیه دیپلمات‌های اسرائیلی در هند و دیگر کشورها، ساخته شده است. داستان در بستری از تنش‌های ژئوپلیتیک میان ایران و اسرائیل شکل می‌گیرد و به موضوعات حساس سیاسی، جاسوسی بین‌المللی و عملیات مخفی می‌پردازد. محور اصلی داستان حول مأموریت یک افسر پلیس هندی، راجیو کومار (با بازی جان آبراهام)، می‌چرخد که پس از یک انفجار مرگبار در نزدیکی سفارت اسرائیل در دهلی، وارد یک تحقیق پیچیده می‌شود. این انفجار نه‌تنها امنیت ملی هند را تهدید می‌کند، بلکه راجیو را به دلیل ارتباط شخصی با یکی از قربانیان، به سفری احساسی و خطرناک سوق می‌دهد.
فیلم ترکیبی از درام شخصی و اکشن پرتنش است و به موضوعاتی چون وفاداری، خیانت و تقابل منافع ملی و اخلاق فردی می‌پردازد. پیش‌زمینه داستان، فضای ملتهب روابط دیپلماتیک و درگیری‌های پنهان بین قدرت‌های جهانی را به تصویر می‌کشد و هند را به‌عنوان صحنه‌ای برای این کشمکش‌های بین‌المللی نشان می‌دهد. کاراکترهای مکمل مانند ستوان دیویا رانا و دیپلمات شیلاجا به لایه‌های عاطفی و سیاسی داستان عمق می‌بخشند و راجیو را در مسیری پرمخاطره در قلب تهران همراهی می‌کنند.

## خلاصه داستان
در قلب دهلی، انفجار مهیبی در نزدیکی سفارت اسرائیل جان یک دختر جوان گل‌فروش را می‌گیرد و شهر را تکان می‌دهد. این حادثه، دی‌سی‌پی راجیو کومار (جان آبراهام)، افسر متعهد واحد ویژه پلیس دهلی، را به تحقیقی پرمخاطره می‌کشاند. این حمله، که الهام گرفته از بمب‌گذاری‌های واقعی سال ۲۰۱۲ علیه دیپلمات‌های اسرائیلی است، به شبکه پیچیده‌ای از جاسوسی بین‌المللی میان ایران و اسرائیل مرتبط می‌شود. برای راجیو، این ماموریت شخصی می‌شود وقتی متوجه می‌شود که دخترک را می‌شناخته، و این موضوع عزم او را برای دستگیری عاملان جزم می‌کند.
با عمیق‌تر شدن تحقیقات، راجیو به توطئه‌ای ژئوپلیتیک پی می‌برد که وفاداری و مرزهای اخلاقی او را به چالش می‌کشد. او که از سوی متحدانش خیانت دیده، از سوی دشمنانش تحت تعقیب قرار گرفته و به دلیل فشارهای دیپلماتیک از سوی کشورش رها شده، به‌تنهایی عمل می‌کند و به تهران سفر می‌کند تا با مغز متفکر این حمله روبه‌رو شود. با کمک ستوان دیویا رانا (مانوشی چیلار) و دیپلمات شیلاجا (نیرو باجوا)، راجیو در دنیایی از عملیات مخفی، دسیسه‌های سیاسی و فقدان شخصی حرکت می‌کند. داستان به‌صورت یک تریلر هیجان‌انگیز و کندسوز پیش می‌رود که واقعیت خشن را با عمق احساسی در هم می‌آمیزد، در حالی که راجیو نه‌تنها برای عدالت، بلکه برای جلوگیری از تبدیل شدن هند به میدان نبردی در یک درگیری جهانی مبارزه می‌کند.

## تولید
اعلام ساخت فیلم «تهران» در تاریخ ۱۱ ژوئیه ۲۰۲۲ با انتشار ویدیویی انجام شد که اولین تصویر از جان آبراهام را به نمایش گذاشت. در ۱۹ ژوئیه ۲۰۲۲، مانوشی چیلار به‌عنوان بازیگر نقش اول زن معرفی شد و در همان ماه به گروه بازیگران پیوست.
فیلم‌برداری اصلی از ۱۱ ژوئیه ۲۰۲۲ در تهران، ایران، آغاز شد. مراحل بعدی فیلم‌برداری در اوت و سپتامبر ۲۰۲۲ انجام شد و در اکتبر همان سال به پایان رسید. این فیلم در شهرهای گلاسگو، بمبئی و دهلی فیلم‌برداری شده است.

## موسیقی
موسیقی متن فیلم توسط تانیشک باگچی ساخته شده و ترانه‌ها توسط ارشاد کمیل نوشته شده‌اند، در حالی که موسیقی پس‌زمینه توسط کتان سودها آهنگسازی شده است.

اولین تک‌آهنگ فیلم با عنوان «شور عشق» در تاریخ ۷ اوت ۲۰۲۵ منتشر شد.
| لیست ترک‌ها | لیست ترک‌ها | لیست ترک‌ها          | لیست ترک‌ها |
| شماره      | نام        | خوانندگان           | مدت        |
| ---------- | ---------- | ------------------- | ---------- |
| ۱.         | «شور عشق»  | شریا گوشال، بی پراک | ۳:۰۷       |

## اکران
فیلم در تاریخ ۱۴ اوت ۲۰۲۵ (برابر با ۲۳ مرداد ۱۴۰۴) در پلتفرم زی۵ (ZEE5) منتشر شد.

## نقد و بررسی
توشار جوشی از نشریه‌ی «ایندیا تودی» به فیلم ۴ ستاره از ۵ داد و با تحسین حساسیت به‌کاررفته در به تصویر کشیدن زندگی افراد عادی گرفتار در تبعات جنگ، فیلمنامه را به دلیل تأکید بر هزینه‌های انسانی درگیری‌ها ستود. او همچنین سکانس‌های اکشن و فیلم‌برداری اثر را مورد تمجید قرار داد.
لاچمی دب روی از «فرست‌پست» با اعطای ۳ ستاره از ۵، از نمایش تنش‌های ژئوپلیتیکی میان ایران و اسرائیل، بازی جان آبراهام، فیلمنامه و فیلم‌برداری قدردانی کرد. با این حال، او اشاره کرد که ریتم آرام فیلم ممکن است برخی بینندگان را به این تصور سوق دهد که اثری شبیه به مستند تماشا می‌کنند.